# Großer Bachläufer
Der Große Bachläufer (Velia caprai) ist eine zu den Wasserläufern i. w. S. (Gerromorpha) gehörende Wanze (Heteroptera). Sie ähnelt den nahe verwandten Wasserläufern i. e. S. (Gerridae), hat aber deutlich kürzere Beine als die Vertreter dieser Wanzenfamilie. Die Insekten leben meist gesellig auf der Oberfläche von fließenden Gewässern, wo sie sich überwiegend in der Ufervegetation aufhalten und auf die Wasseroberfläche fallende Beute lauern.

## Merkmale
Die Insekten erreichen Körperlängen zwischen 6,2 und 8,5 Millimetern. Die Tiere sind meist ungeflügelt (apter). Nur 1 bis 20 Prozent der Individuen, meist Weibchen, sind langflügelig (makropter). Sie sind schwarzbraun gefärbt mit hellen rotbraunen und silbrigen Flecken auf den nach oben gebogenen Seiten (Connexivum) des Hinterleibes. Die ähnliche Art Velia saulii mit östlicherem Verbreitungsschwerpunkt zeigt auf der Bauchseite eine Reihe schwarzer Flecke, die auch fehlen können, während Velia caprai einen breiten schwarzen Streifen hat. Ferner ist die hintere Spitze des Hinterleibsrandes bei den Weibchen von V. caprai lang und spitz ausgezogen, bei den Männchen kurz und spitz; bei V. saulii sind diese kurz und stumpf.

## Verbreitung
Der Große Bachläufer ist von den Britischen Inseln und Südskandinavien bis in den nördlichen Mittelmeerraum verbreitet. In Mitteleuropa kommt die Art überall, stellenweise sogar häufig vor.

## Lebensweise
Der Große Bachläufer lebt meist gesellig in sogenannten Schulen, in welchen sowohl die erwachsenen Tiere (Imagines) als auch deren Larven zu beobachten sind. Sie sind tag- und nachtaktiv.
Die Art stellt nur geringe Ansprüche an die Qualität und an die Strukturen ihrer Wohngewässer. Sie besiedelt kleinste, schnell fließende Rinnsale bis hin zu träge fließenden Bächen mit geringem Verschmutzungsgrad und nicht zu starkem Bewuchs mit Wasserpflanzen. Seltener sind sie in stehenden Gewässern zu finden. Sie halten sich meist an den Bachrändern auf, indem sie sich an den Wasserpflanzen oder anderen Uferstrukturen mit den Beinen festhalten. Mit schnellen Bewegungen schwimmen sie auf mögliche, vorbeischwimmende Beute auf der Wasseroberfläche zu. Diese halten sie mit den Vorderbeinen fest und saugen sie am Ufer oder auf festem Grund aus. Die Art lebt bevorzugt in Bächen mit randlichem Gehölzbewuchs, kommt aber auch an gehölzfreien, nicht beschatteten Gewässern der offenen Landschaft vor.
Die Tiere überwintern als Imago oder gelegentlich als Altlarve in der Ufervegetation. Je nach geografischer Region werden ein oder zwei Generationen ausgebildet. Wird nur eine Generation durchlaufen, erscheinen die neuen erwachsenen Tiere ab Ende Juli oder Anfang August, bei zwei Generationen im Juni und im September. Die Weibchen kleben ihre langgestreckten Eier der Länge nach auf das Substrat, zum Teil unter Wasser an Wasserpflanzen, an Landpflanzen in Gewässernähe, an im Wasser treibende Gegenstände oder in Moospolster. Diese Wanzenart ist eine der winterhärtesten in Mitteleuropa und ist selbst im Januar noch bei Minusgraden aktiv auf der Wasseroberfläche anzutreffen.